# Portrait d'un jeune homme en demi-buste
Pour les articles homonymes, voir Portrait de jeune homme.
Portrait d'un jeune homme en demi-buste est un tableau de Corneille de Lyon.

## Historique
Ce portrait est une peinture sur bois, réalisée par le peintre Corneille de Lyon. Agrandi de toutes parts, les dimensions originales étaient H. 16,2 cm x L. 14,7 cm. Depuis au moins 1781 à la Gemäldegalerie du musée d'histoire de l'art de Vienne où il fut exposé en 1915.

## Description
Il s'agit d'une œuvre autographe : le modelé du visage présente beaucoup de finesse et davantage de douceur que dans les autres portraits où les personnages sont présentés de face. On peut remarquer le dessin des sourcils à base de légers traits de pinceau, et non représentés avec la précision habituelle de l'artiste. Ce détail se retrouve dans le tableau du musée Bonnat-Helleu de Bayonne.